# 溫茨堡
溫茨堡（Więcbork）是位於波蘭的城市。有人口5,945人。
53°21′N 17°30′E / 53.350°N 17.500°E